# Cressier (Neuchâtel)
Pour les articles homonymes, voir Cressier.
Cressier est une commune suisse du canton de Neuchâtel, située dans la région Littoral.

## Géographie

Vue aérienne (1965)

Selon l'Office fédéral de la statistique, Cressier mesure 8,55 km2. 15,9 % de cette superficie correspond à des surfaces d'habitat ou d'infrastructure, 27,9 % à des surfaces agricoles, 54,3 % à des surfaces boisées et 1,9 % à des surfaces improductives.
La commune est limitrophe de Enges, Le Landeron, Gals (BE), Cornaux, Saint-Blaise et Neuchâtel.

## Histoire
La commune a une origine romaine, il s'agissait d'une Villa appartenant à la famille des frontinii qui ont construit un temple dédié à Mars.

## Démographie
Selon l'Office fédéral de la statistique, Cressier compte 1 888 habitants fin 2022. Sa densité de population atteint 221 hab./km2.
Le graphique suivant résume l'évolution de la population de Cressier entre 1850 et 2008 :

## Politique
La commune de Cressier est dotée d'un conseil communal (exécutif) de cinq membres et d'un conseil général (législatif) de vingt-neuf membres.

## Monuments

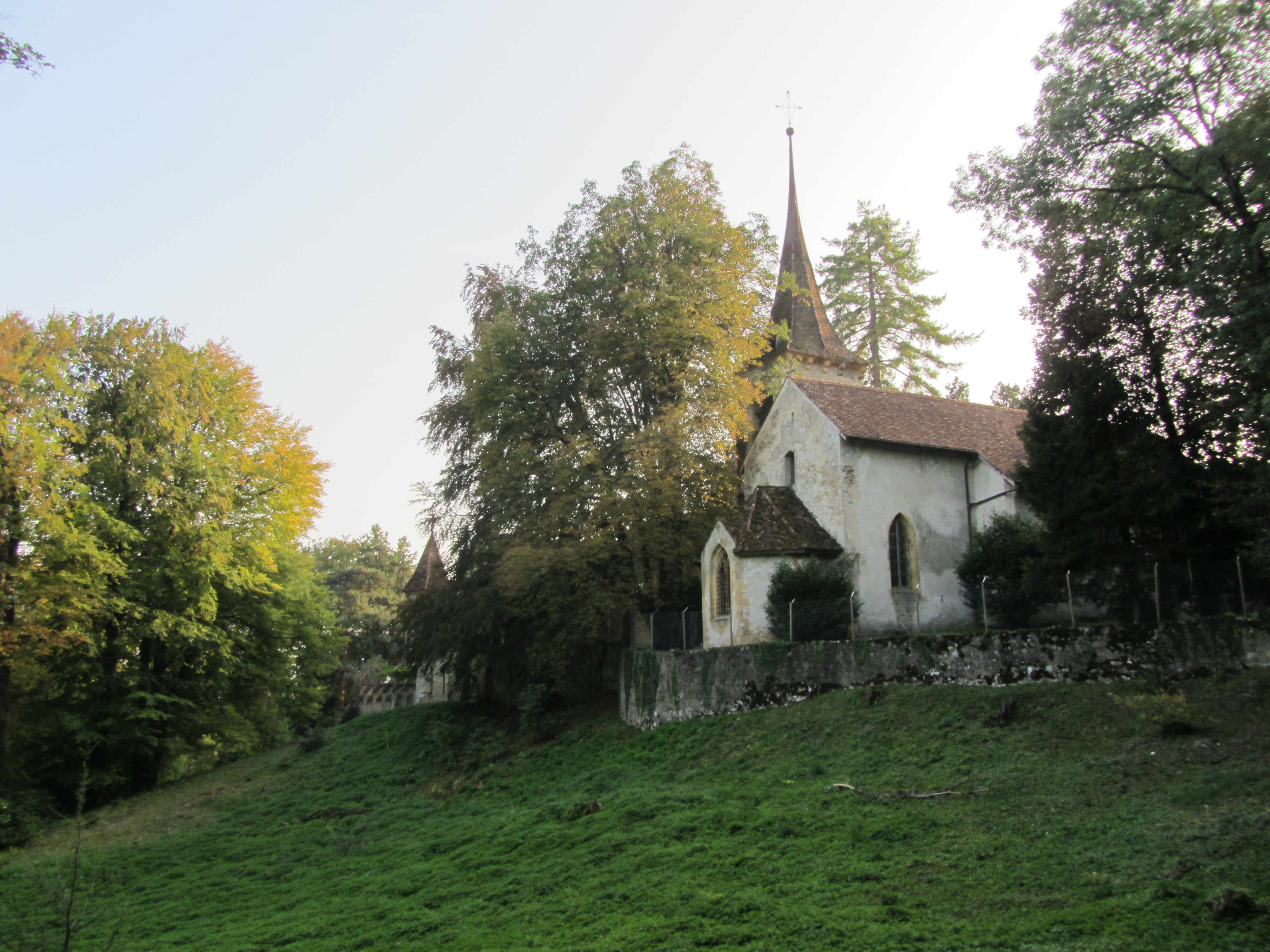
Chevet de l'ancienne église Saint-Martin en 2011

- Le château

### Ancienne église Saint-Martin
Située sur les hauteurs du village de Cressier, l'église Saint-Martin est le seul édifice religieux médiéval du canton en mains privées. Les fouilles archéologiques effectuées de 2013 à 2016 ont mis au jour des sépultures du VIIe siècle suggérant la présence d’un lieu de culte, alors que des spolia attestent de constructions romaines dans les environs immédiats. Ce n’est qu’en 1180 que les premiers textes d’archives confirment l’existence d’un lieu de culte, une construction de l’époque romane, dont les petites fenêtres en plein cintre ont été repérées dans les murs de la nef. Un clocher détaché du chœur et rehaussé d'arcatures aveugles est rapidement venu signaler l’édifice. Le chœur est rebâti à l'époque gothique, vers 1424, alors qu’une chapelle est aménagée dans le mur sud au début du 16e siècle, suivie d’une sacristie et d’un porche au 17e siècle. Les interventions des 18e et 19e siècles ne porteront plus que sur l’aménagement intérieur,,,.
Remplacé par une église néo-gothique édifiée au centre du village de 1873 à 1876, l'ancien lieu de culte est désaffecté et vendu à l'ingénieur Léo Jeanjaquet. L’édifice est mis sous protection au titre de monument historique depuis 1954 ; il a bénéficié de plusieurs chantiers de restauration depuis 1995.

### Château Jeanjaquet

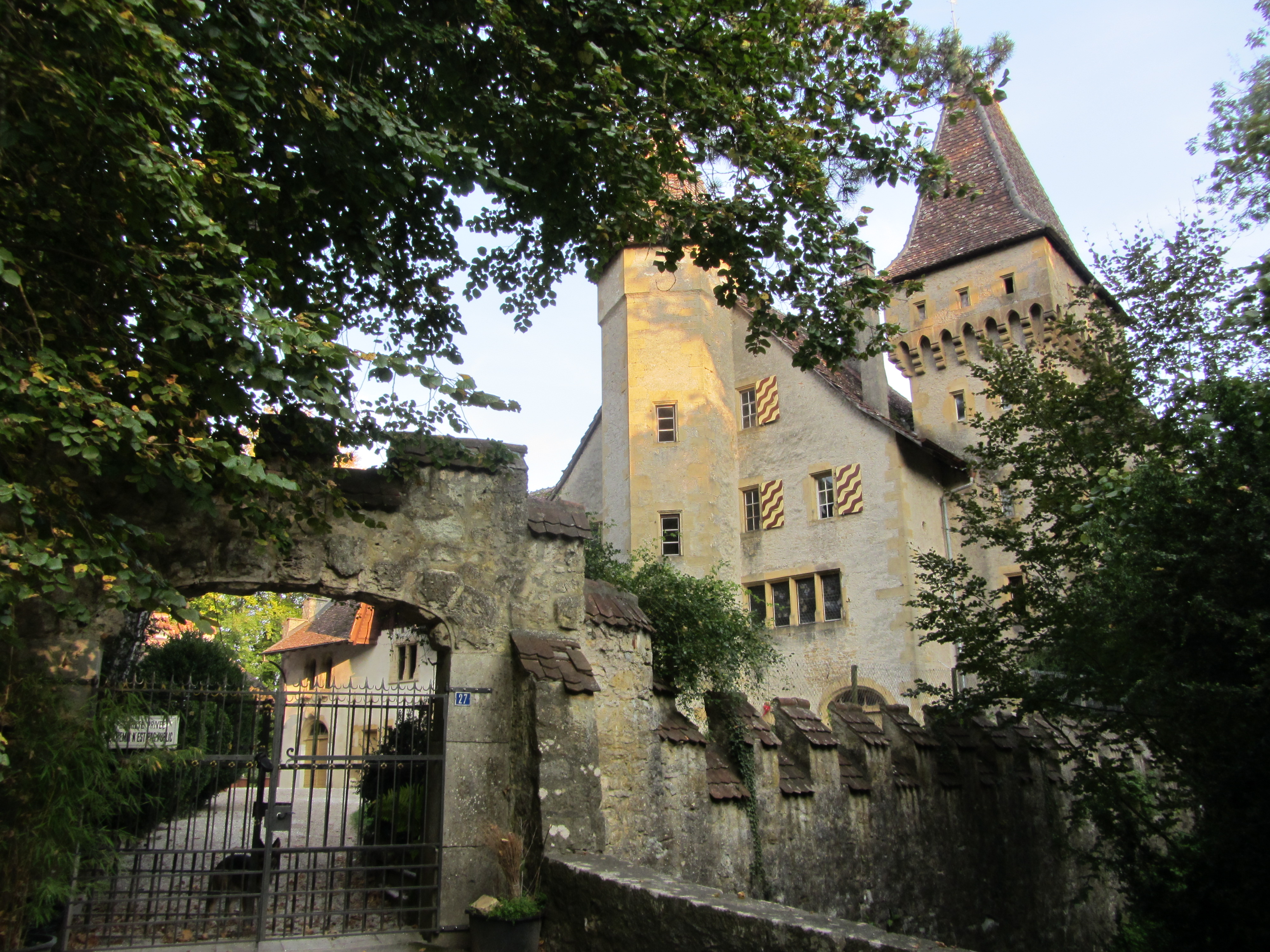
Entrée du "château Jeanjaquet" en 2011

En 1872-1873, l’ancienne église Saint-Martin est abandonnée au profit d’un nouveau lieu de culte édifié au centre du village. Alors que l’église et le cimetière sont désaffectés, la cure connaît un tout autre destin. Mentionnée dans les sources au XVIe siècle, elle est reconstruite en 1615-1622 et réparée à plusieurs reprises, car sa fonction ne se borne pas au logement du curé, mais comprend de nombreux locaux utiles à l’exploitation d’un domaine viticole. Lors de sa mise aux enchères en 1872, l’ensemble comprend ainsi « habitation, grange, écurie et dépendance » et « renferme de belles caves à voûtes fortes »,.
En 1872, l’ingénieur neuchâtelois Eugène Jeanjaquet achète la propriété et charge l’architecte Léo Châtelain de transformer cet ancien site religieux en une superbe propriété de maître. En décembre déjà, le maître de l’ouvrage présente un projet de transformation du corps de logis, comprenant notamment l’aménagement d’un étage dans le comble et l’édification d’une imposante tour sommée de mâchicoulis. En 1875-76 l’ancienne grange est à son tour en chantier et un plus tard, des dépendances complètent l’ensemble. Conscients d’avoir affaire à un ensemble historique de premier ordre, l’architecte et le propriétaire conservent tous les éléments anciens d’importance : l’église et son clocher, de même que la grande tour d’escalier et les percements initiaux de la cure et de la grange. Ils intègrent aux nouvelles constructions des éléments récupérés lors des démontages ou acquis sur le marché des « antiquités ». Au bénéfice d’une vue imprenable sur l’entre-deux-lacs et les Alpes, la propriété dispose d’un environnement naturel exceptionnel qui dispense son propriétaire d’aménager ex nihilo un jardin ou un parc paysager. L’édifice est mis sous protection au titre de monument historique depuis 2000.

### Maison Jeanneret

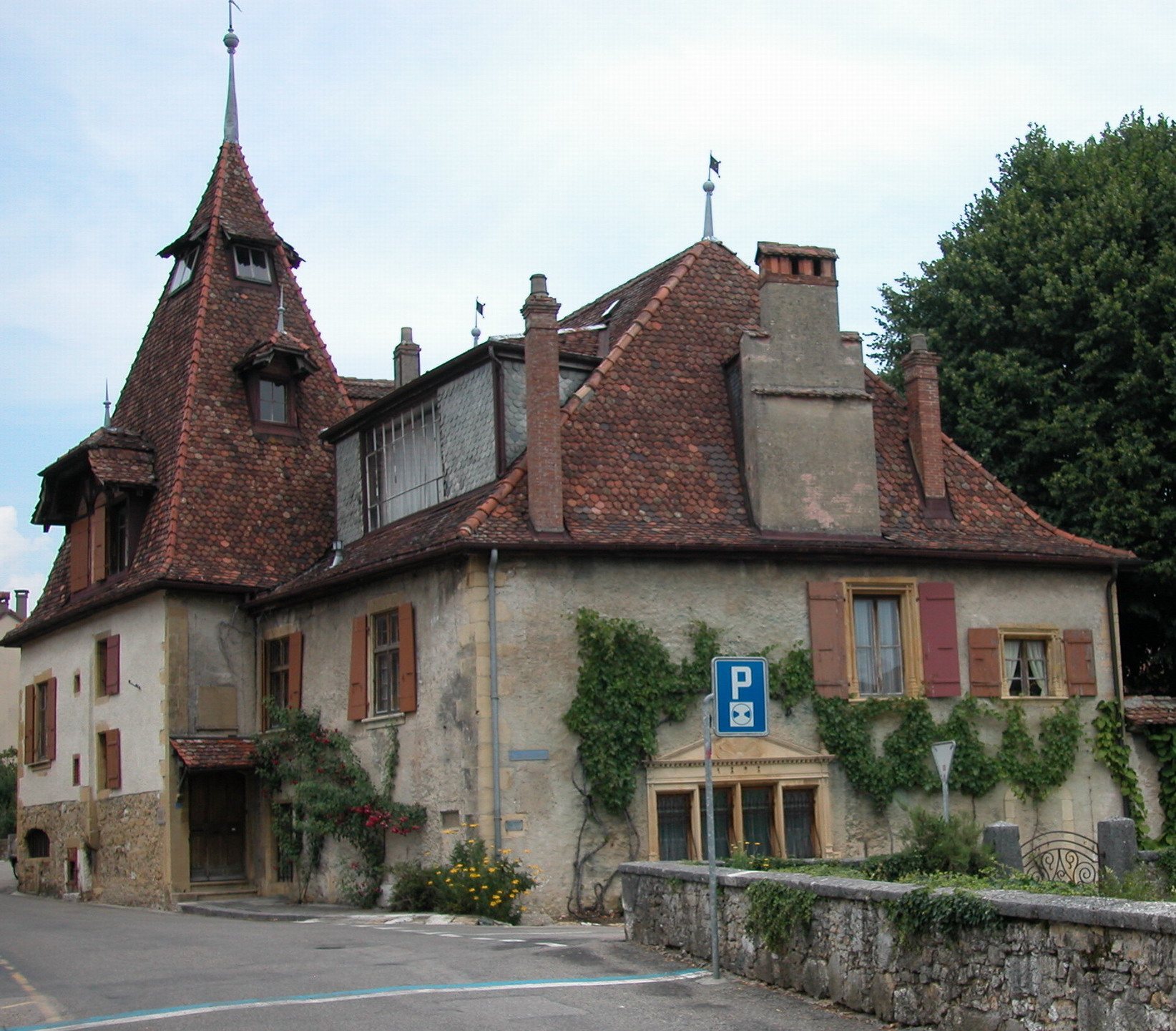
Vue depuis le nord-ouest

Le nom de la maison renvoie bien entendu au peintre neuchâtelois Gustave Jeanneret (1847-1927), mais il ne doit pas occulter la dimension vigneronne du bâtiment, ainsi que sa longue et riche histoire.
En 1729, le gouverneur de la Principauté de Neuchâtel, Paul de Froment (1664-1737), acquiert une propriété en mauvais état et la fait transformer en « campagne », une construction qui répond aux habitudes patriciennes du moment en alliant exploitation rurale et logement de maître. En 1730, l’ensemble comprend des locaux viticoles au rez-de-chaussée, un appartement au bel étage et s’ouvre sur un jardin. Quelques années après le décès du gouverneur, Madame de Froment et ses filles se défont de la propriété au profit d’un riche soleurois François-Victor-Augustin von Roll qui s’en porte acquéreur en 1747. Par mariages et par héritages, la maison passe ensuite aux mains de la famille Vigier de Steinbrugg et y demeure jusqu’à la fin du XIXe siècle. Au cours du deuxième quart du XVIIIe siècle, l’une de ces familles fait peindre un étonnant décor à motifs de chinoiseries. Petits personnages chinois, animaux exotiques et paysages européens dialoguent dans une structure décorative de style Régence.

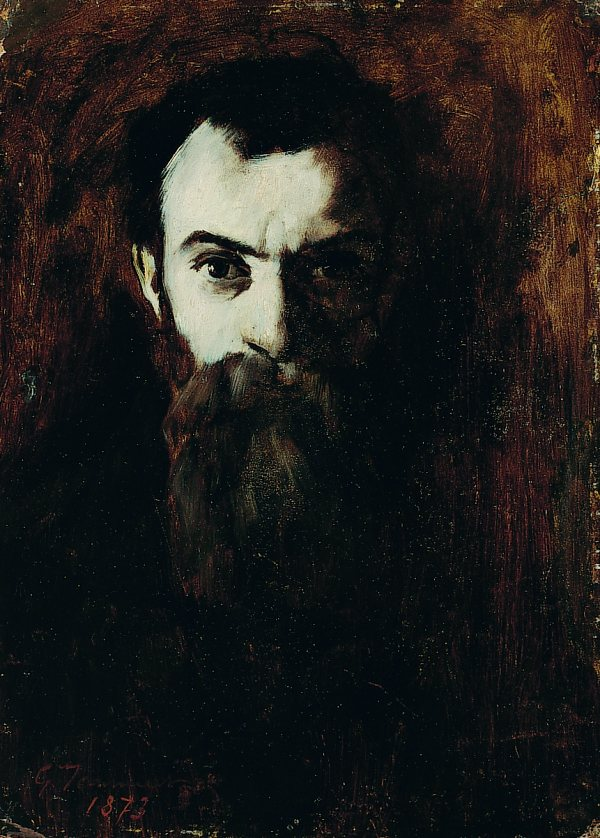
Autoportrait de Gustave Jeanneret, 1873

En 1888, Gustave Jeanneret et son épouse Emma font l’acquisition de la maison et la transforment à leur image ; ils profitent notamment de l’imposante toiture pour aménager un atelier de peintre dans le comble. En 1898, leur architecte, Léo Châtelain, confère définitivement au bâtiment sa silhouette Heimatstil (ou régionaliste), par l’adjonction d’une tourelle d’angle et la conversion de l’ancien pressoir en salle à manger ; ce local est éclairé par une fenêtre dont l’encadrement extérieur renvoie au style Renaissance répandu dans la région neuchâteloise au XVIe siècle. Les imposants décors muraux réalisés par Gustave Jeanneret au début du XXe siècle ornent toujours différentes pièces. En 1975, l'ensemble est mis sous protection au titre de monument historique par le canton de Neuchâtel.

## Personnalités liées à la commune
- Antoine Sylvain Avy (25 mai 1776 - Cressier ✝ 13 janvier 1814 - Merksem (Belgique), militaire suisse des XVIIIe et XIXe siècles au service de la République française et du 1er Empire, tombé au champ d'honneur lors du siège d'Anvers.
- Baucis de Coulon (1896-1983), artiste peintre, née à Cressier.

## Industrie
- Viticulture et vins
- Le raffinage de pétrole
- Industrie des pompes

## Transport
- Sur la ligne ferroviaire Bienne - Neuchâtel
- Autoroute A5, Sortie 18 (Cornaux)

## Manifestations
- Fête du Vin nouveau chaque premier week-end de mai